# Miconia eriodonta
Miconia eriodonta är en tvåhjärtbladig växtart som beskrevs av Dc.. Miconia eriodonta ingår i släktet Miconia och familjen Melastomataceae. Inga underarter finns listade i Catalogue of Life.